# 闕廷華
闕廷華，字月潭，福建永定人，清朝軍事將領、進士出身。
光緒九年，登武進士，授钦点御前侍卫，历任都司、游击、记名提督、简放照通镇总兵。